# Paradidyma armata
Paradidyma armata är en tvåvingeart som först beskrevs av Townsend 1915.  Paradidyma armata ingår i släktet Paradidyma och familjen parasitflugor.
Artens utbredningsområde är Peru. Inga underarter finns listade i Catalogue of Life.